# ТЕС Квінана (Swift Power)
ТЕС Квінана (Swift Power) – теплова електростанція на заході Австралії, зазвичай відома як Kwinana Swift Power Station.
У 2011 році на майданчику станції ввели в дію чотири встановлені на роботу у відкритому циклі газові турбіни потужністю по 30 МВт. Вони змонтовані попарно і кожна така пара живить лише один генератор.
Як паливо використовують природний газ, що надходить по трубопроводу Дампір – Банбері, та дизельне пальне.
Станцію спорудила компанія Perth Energy, яку в 2019-му придбала група AGL Energy.